# Philotartessus wumensis
Philotartessus wumensis är en insektsart som beskrevs av Evans 1981. Philotartessus wumensis ingår i släktet Philotartessus och familjen dvärgstritar. Inga underarter finns listade i Catalogue of Life.